# Sara Franchetti
Pour les articles homonymes, voir Franchetti.
Sara Franchetti (née le 15 mai 1946 à Rome en Italie) est une actrice italienne.

## Biographie
Fille de l'actrice Rina Franchetti, Sara Franchetti a étudié la danse et le piano, elle a travaillé au théâtre avec quelques grands noms tels que Giorgio Strehler et Eduardo De Filippo.
Elle est connue en France pour son rôle au côté de Bourvil dans Le Mur de l'Atlantique.
En 1971, elle a joué Cecilia Gallerani dans le téléfilm de La vie de Léonard de Vinci, sous la direction de Renato Castellani.
Sa carrière a depuis été abandonnée. Elle a joué seulement quelques films remarquables comme Nightmare City (1980) d'Umberto Lenzi et Dans mon amour (Nel mio amore, 2004), par Susanna Tamaro.

## Filmographie
- 1968 : Le Gynéco de la mutuelle (Il medico della mutua) de Luigi Zampa
- 1969 : Casanova, un adolescent à Venise (Infanzia, vocazione e prime esperienze di Giacomo Casanova, veneziano) de Luigi Comencini
- 1969 : Senza sapere niente di lei
- 1970 : Un elmetto pieno di... fifa
- 1970 : Le Mur de l'Atlantique
- 1970 : Le Gendarme en balade
- 1976 : La Mort en sursis (Il trucido e lo sbirro)
- 1977 : Per questa notte
- 1980 : Le Larron de Pasquale Festa Campanile
- 1980 : Incubo sulla città contaminata
- 1981 : Occhio alla penna
- 1995 : Le Roman d'un jeune homme pauvre d'Ettore Scola
- 1997 : Testimone a rischio de Pasquale Pozzessere
- 1997 : Marquise de Véra Belmont
- 2002 : Velocità massima
- 2004 : Nel mio amore